# École supérieure de journalisme de Montpellier
Ne doit pas être confondu avec École supérieure de journalisme de Lille ou École supérieure de journalisme de Paris.
Pour les articles homonymes, voir ESJ.
L'École Supérieure de Journalisme de Montpellier ou ESJ Pro, créée en 2003, est un établissement d'enseignement supérieur privé situé à Montpellier dans le département de l'Hérault (Occitanie), spécialisé dans la formation en alternance et continue en journalisme et associé à l'université Paul-Valéry-Montpellier dans le cadre d'une licence et d'un master reconnus par l'État. L'école était dirigée par Benoît Califano de 2007 à 2023, puis par Sophie Merle depuis le 9 septembre 2024.
L'école a une antenne à Lille ainsi qu'à Paris. L'ESJ Pro a été classée 5e meilleure école de journalisme française privée en 2018, derrière le CFPJ Paris, dans le classement des écoles de journalisme réalisé par Le Figaro Étudiant . Basé essentiellement sur l'avis des recruteurs, ce classement est cependant effectué à titre privé, le Figaro Étudiant n'étant pas rattaché à un organisme national.  

## Historique
En 2003, l'École supérieure de journalisme de Lille (ESJ Lille) ouvre une antenne à Montpellier, après en avoir ouvert une à Paris, destinée à la formation continue et l'alternance dans des locaux de 600 m² rénovés par la ville. L'inauguration se fera en présence de Georges Frêche, maire de Montpellier, d'Hervé Bourges, président du directoire de l'ESJ, Loïc Hervouet, directeur général de l'ESJ et Christian Tua, directeur de l'antenne de Montpellier.

## Enseignement

### Premier cycle

#### Licence Sciences du langage - Parcours Langage Média Journalisme (LMJ)
L'École Supérieure de Journalisme de Montpellier ESJ Pro propose un parcours post-bac en partenariat avec l'université Paul-Valéry-Montpellier 3. Il s'agit d'une licence « Sciences du langage » parcours « Langage, Média, Journalisme » (Licence LMJ), permettant aux étudiants de découvrir toutes les facettes des métiers du journalisme et de se préparer à l'accès aux écoles de journalisme. Une trentaine d'étudiants intègrent la formation chaque année.
Cette formation comprend une formation générale visant à étudier les domaines de la communication et des médias (médias généralistes et nouveaux médias), et un certificat d'établissement délivré par l'ESJ Pro, plus axé sur le métier de journaliste.
Tout au long de l'année, les enseignements académiques se déroulent sur le site de l'université Paul-Valéry-Montpellier 3 et la formation professionnelle sur le site d'ESJ Pro Campus à Montpellier.
À l'issue de la formation sur trois années, un diplôme national de licence de l'université Paul-Valéry-Montpellier 3 et un diplôme d'établissement de l'ESJ Pro sont délivrés.

### Second cycle

#### Master Journalisme numérique et nouvelles écritures (Journu)
L'École Supérieure de Journalisme de Montpellier ESJ Pro propose un master mention « Journalisme », parcours « Journalisme numérique et nouvelles écritures » (master Journu) avec l'université Paul-Valéry-Montpellier permettant aux étudiants de se professionnaliser et de se former aux métiers du journalisme et aux nouvelles pratiques éditoriales, multisupports et multimédias,.
Cette formation permet d'acquérir les fondamentaux de l'écriture journalistique et en particulier dans ses formes numériques comme le podcast ou le data journalisme. La deuxième année est consacrée à la réalisation d'un mémoire de recherche universitaire.
Tout au long de l'année, les enseignements académiques se déroulent sur le site de l'université Paul-Valéry-Montpellier 3 et la formation professionnelle sur le site d'ESJ Pro Campus à Montpellier.
À l'issue de la formation sur deux années, un diplôme national de master de l'université Paul-Valéry-Montpellier est délivré.

#### Alternance en journalisme
L'École Supérieure de Journalisme de Montpellier ESJ Pro propose en parallèle un cursus en alternance accueillant 90 étudiants sélectionnés chaque année à l'issue d'un entretien et de tests écrits d'admission, reçoivent pendant un ou deux ans une formation à la radio, la télévision, la presse écrite et au métier de journaliste web.
Les filières en alternance :
- Alternance « Journalisme de presse écrite et web »
- Alternance « Journalisme radio »
- Alternance « Journalisme télévision »

## Partenariats
L'École Supérieure de Journalisme de Montpellier ESJ Pro a signé une convention en 2010, renouvelée en 2018, avec l'académie de Montpellier dans l'objectif de « construire une éducation aux médias et à l'information adaptée aux pratiques des jeunes ».

## Anciens élèves
- Olivia Leray, chroniqueuse et journaliste sportive.